# Everybody's Girl (film)
Everybody's Girl er en amerikansk stumfilm fra 1918 af Tom Terriss.

## Medvirkende
- Alice Joyce som Florence
- May Hopkins som Ella
- Walter McGrail som Blinker
- Percy Standing som Bill
- W. T. Carleton som Oldport